# De chocolade-expeditie

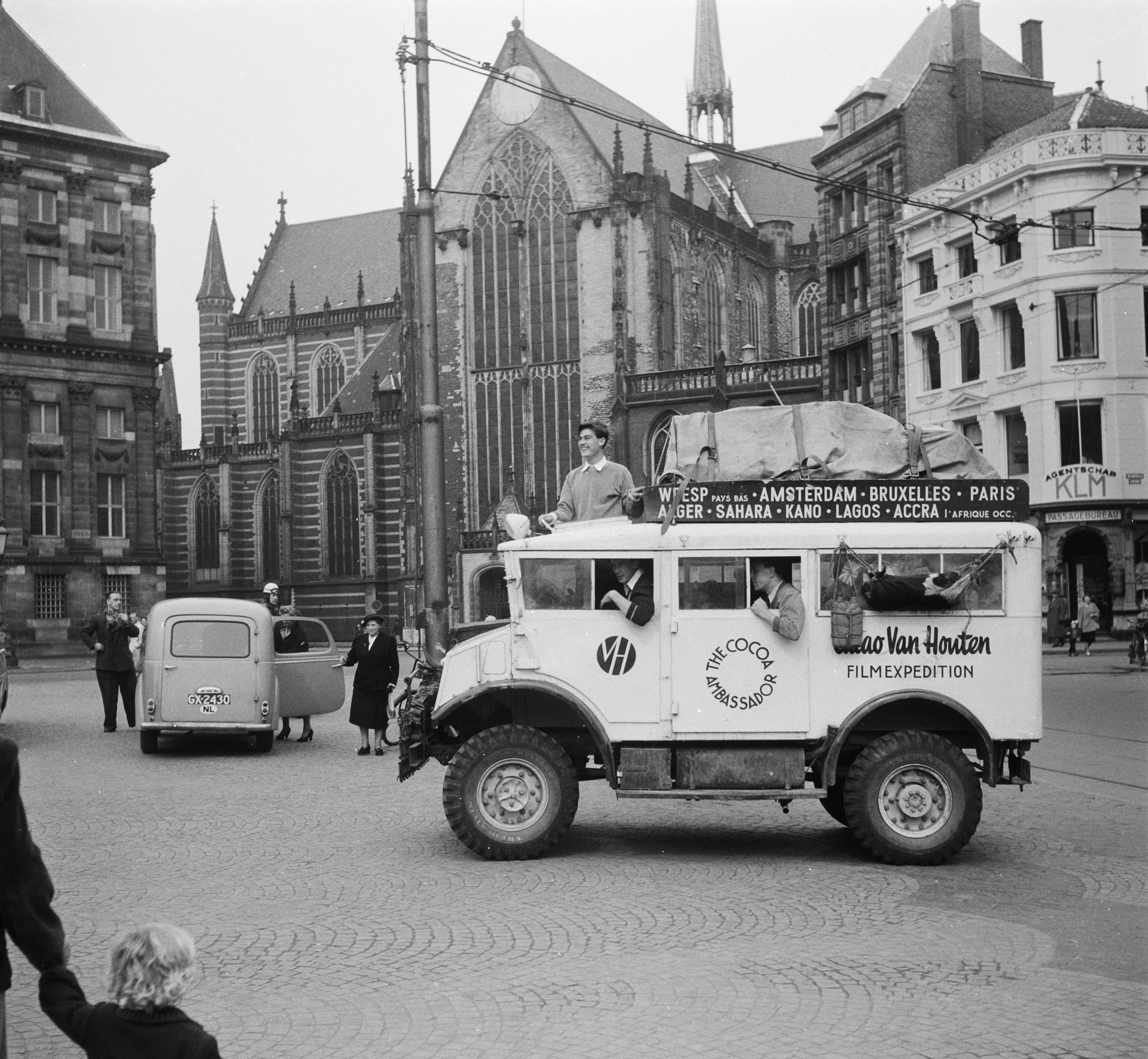
Van Houten-expeditie

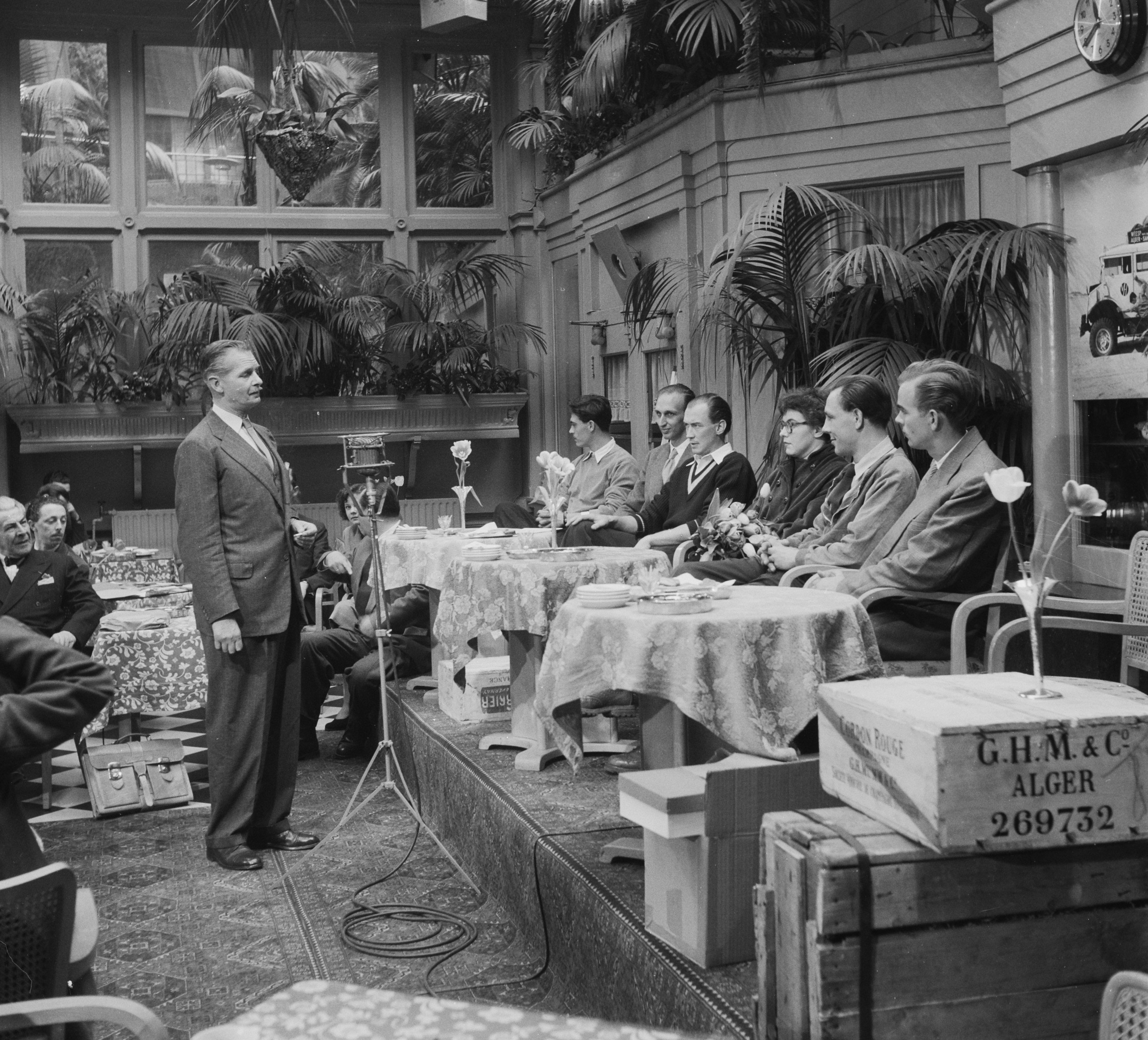
Terugkeer Van Houten-expeditie (april 1952). V.l.n.r. achter de tafel: Joes Odufré, fotograaf Frits Lemaire, cineast Theo van Haren Noman, Mimi Jaffré, producer Lou van Gasteren en chauffeur-technicus Peter Gons. De toespraak wordt gehouden door Jaap van Mesdag, een van de firmanten van Van Houten

De chocolade-expeditie was een fototentoonstelling van 19 december 2008 tot en met 14 juni 2009 in het Tropenmuseum in Amsterdam.
Op deze tentoonstelling waren tientallen nooit vertoonde of gepubliceerde foto's te zien van fotograaf en cameraman Frits Lemaire (1921-2005) die in 1951 waren gemaakt tijdens een foto- en filmexpeditie in Noord-Afrika. De expeditie was op touw gezet in opdracht van chocoladefabrikant Van Houten, die de oogst van cacaobonen in Goudkust, nu Ghana, wilde vastleggen voor een bedrijfsfilm. De geplande expeditie kreeg een uitgebreide pers en werd op 28 november 1951 in Amsterdam uitgezwaaid door burgemeester d'Ailly van Amsterdam en burgemeester Bührmann van Weesp. In een opgeknapt oud legervoertuig vertrokken zes expeditieleden naar Accra, het einddoel van de tocht, waarbij de Sahara van noord naar zuid werd doorkruist. Via dezelfde weg ging het team ook terug naar de Middellandse Zee om via Parijs en Brussel weer op de thuisbasis aan te komen. De expeditie had vier maanden geduurd.
Samen met de foto's van Lemaire – verstilde beelden van oases, golvende landschappen, zoutputten, rotsgebergten en bewoners van de woestijn – werden dagboekfragmenten van expeditielid, de cineast Louis van Gasteren, filmfragmenten en souvenirs van de reis getoond waardoor de expeditie opnieuw tot leven werd gebracht. De bedrijfsfilm Bruin Goud (1952) waar het allemaal om te doen was geweest en die ook op de tentoonstelling draaide, was van Louis van Gasteren en Theo van Haren Noman. Het was Van Gasterens eerste documentaire.

## Catalogus
- Ben Krewinkel & Finette Lemaire, The Cocoa Ambassador. Amsterdam-Accra 1951-1952. Amsterdam, KIT Publishers, 2008